# Holland (condado de Hampden)
Holland es un lugar designado por el censo ubicado en el condado de Hampden en el estado estadounidense de Massachusetts. En el Censo de 2010 tenía una población de 1.464 habitantes y una densidad poblacional de 173,07 personas por km².

## Geografía
Holland se encuentra ubicado en las coordenadas 42°3′4″N 72°9′10″O / 42.05111, -72.15278. Según la Oficina del Censo de los Estados Unidos, Holland tiene una superficie total de 8.46 km², de la cual 6.87 km² corresponden a tierra firme y (18.77%) 1.59 km² es agua.

## Demografía
Según el censo de 2010, había 1.464 personas residiendo en Holland. La densidad de población era de 173,07 hab./km². De los 1.464 habitantes, Holland estaba compuesto por el 95.63% blancos, el 0.89% eran afroamericanos, el 0.68% eran amerindios, el 0.75% eran asiáticos, el 0% eran isleños del Pacífico, el 0.34% eran de otras razas y el 1.71% pertenecían a dos o más razas. Del total de la población el 2.19% eran hispanos o latinos de cualquier raza.